# Melissodes martinicensis
Melissodes martinicensis är en biart som beskrevs av Cockerell 1917. Melissodes martinicensis ingår i släktet Melissodes och familjen långtungebin. Inga underarter finns listade i Catalogue of Life.